# くにまるワイド ごぜんさま〜
『くにまるワイド ごぜんさま〜』は2005年4月4日から、2010年10月1日まで放送されていた、文化放送のラジオ情報番組である。パーソナリティは、野村邦丸（文化放送アナウンサー(当時)）。

## 概要
前番組「野村邦丸のごきげん!二重丸◎」より続いての担当である。野村自身は、タイトルコールは行わず「（午前）8時30分、文化放送です!」と言っている。
また、野村が夏休み等のために番組出演をしない場合には、ニュース担当の鈴木光裕アナや、番組の日替わりコメンティストらが、代打パーソナリティ（ピンチヒッター）を務めている。

## 放送時間
- 毎週月〜金曜 8:30 - 11:30 （放送開始から2006年3月までは9:00 - 11:55）
  - 毎年1月1日は新春特番が組まれ、2日・3日は箱根駅伝の中継のため放送が休止となり、年明け最初の放送は1月4日以降の平日となる。なお、2008年・2009年は1月1日は通常通り、3時間生放送を行った（ただし、レギュラーコメンテーターは出演せず、野村が一人で放送）。
  - 『キユーピー・メロディホリデー』『ドコモ団塊倶楽部』放送時は10:00まで、または11:00までと放送時間が短縮される。

### ピンチヒッター
- 鈴木光裕（文化放送アナウンサー(当時)）

2007年9月18日 - 9月21日 ※番組名は「みつひろワイド ごぜんさま〜」
- 石川真紀（文化放送アナウンサー(当時)）

2007年5月4日（8:30 - 10:00 の短縮版） ※番組名は「石川真紀のどすけべワイド ごぜんさま〜」
- パーソナリティが、日替わりで登場する場合もある ※アシスタントは、鈴木光裕が務めている

2008年3月3日：えのきどいちろう
2008年3月4日：梶原しげる
2008年3月5日：二木啓孝
2008年3月6日：井上順
2008年3月7日：鈴木淑子
- アシスタントは石川真紀（19日除く）

2008年9月16日：ザ・グレート・サスケ
2008年9月17日：二木啓孝
2008年9月18日：鈴木敏夫（文化放送報道部デスク）
2008年9月19日：太田英明（文化放送アナウンサー）
- 2008年12月30日 - 2009年1月1日は邦丸が体調不良の為、交代した。

2008年12月30日：太田英明 ※番組途中より交代
2008年12月31日：水谷加奈（文化放送アナウンサー）
2009年1月1日：鈴木純子（文化放送アナウンサー）
- アシスタントは石川真紀（9月21日、23日、25日を除く）

2009年9月22日：石森則和
2009年9月24日：鈴木敏夫（文化放送報道部デスク）　※鈴木ビン名義で出演
2009年9月25日：太田英明（文化放送アナウンサー）&堀田ゆい夏

## 番組コーナー
- オープニング（8:30〜）

邦丸とコメンティストのフリートークである。
- おくさまニュース（8:35〜）

日替わりのコメンテーター（番組内では「コメンティスト」と呼んでいる）を迎えて、奥様に分かり易い表現で、その日に起こったニュースを伝える。国内外のニュースや話題、情報など世の中の動きを手軽にキャッチできるコーナーである。
（月） 河合薫（2010年4月5日〜） 過去：細野真宏（番組開始 - 2007年3月26日）、えのきどいちろう（2007年4月2日 - 2010年3月29日）
（火） 吉崎達彦（2009年4月7日〜）過去：弘兼憲史（番組開始 - 2009年3月31日）
（水） 二木啓孝
（木） 伊藤惇夫（2007年10月頃〜） 過去：重松清（番組開始 - 2007年3月29日）、河村たかし（2007年4月5日 - 2007年10月頃）
（金） 週代わり
1週目 佐藤優　　
2週目 えのきどいちろう（2010年4月9日〜）
過去：なぎら健壱（〜2010年3月12日）　　
3週目 海江田万里　
過去：重松清（2007年4月〜9月）→河村たかし（番組開始 - 2007年3月。その後、木曜（毎週）に移動し、週代わり担当に戻るが、名古屋市長選挙に出馬、当選したため、降板）
4週目 立川志らく
過去：たかの友梨
※ スペシャルウィークには、衆議院議員の平沢勝栄が出演する事がある。
- お天気・気象転結（担当:月 - 水 伊藤佳子 木・金 鈴木純子）（8:47〜）

気象予報士である両名が「天気予報」を科学的に解説する。今日、明日の天気のほか、気象の謎や豆知識を伝える。
通常の「天気予報」では、野村自身が予報を読んでいる。
- 交通情報（埼玉県警→警視庁）
- ビジネス3分間マガジン（8:53〜） ※文化放送アナウンサーが、隔週交代で担当
- レースガイド（8:57〜）

本放送日（または近日）の「競艇」「オート」「競馬」の、それぞれの開催地と、レース内容を紹介する。
- 文化放送ニュース（9:00〜）

2007年4月〜6月は白井静雄（文化放送アナウンサー 当時）、2007年7月〜2008年9月は鈴木光裕（文化放送アナウンサー）が担当。
2008年10月〜 月：石川真紀 火：鈴木純子 水：吉田涙子 木：野中直子 金：水谷加奈
2009年4月〜 月：鈴木純子 火：吉田涙子 水：石川真紀 木：野中直子 金：伊藤佳子　
- 今日のごぜんさま〜（9:05〜）

おくさまニュースに続いて、日替わりのコメンティストが登場して、独自のテーマを展開する。
- お天気・気象転結（9:25〜）（担当:月 - 水 伊藤佳子、木・金 鈴木純子）
- 交通情報（警視庁）
- おきらく野村係長（9:30〜）

野村が扮する「ごぜんさま商事」の野村係長の奮闘振りを描く、ミニドラマコーナー（ただし、時折、野村係長が単なる傍観者となる話もある）。前身の番組 「野村邦丸のごきげん!二重丸◎」では主任（コーナー名：がんばれ! 野村主任）に降格されていたこともある。
過去には、吉田たかよし（吉田ただしよ:回文になっている）や玉川美沙（玉川くに）などのモノマネをすることもあった（吉田ただしよの場合は、吉田たかよし本人が実際に出演していた）。
毎月、ゾロ目の日（例えば10月10日など）には、野村が一人二役で「おずぎとビーコ」ネタを披露している。ゾロ目の日が放送日ではない場合は原則、翌放送日になる。
1999年4月5日に「野村邦丸の気分はZUNZUN!」内の1コーナーとして始まり（当時のコーナー名は「気まぐれコラム お疲れ野村係長」）、「野村邦丸のごきげん!二重丸◎」。そして当番組に渡って続いて来たが、2010年4月2日で、一旦終了した。「ごきげん!二重丸◎」開始から、この時点まで一貫して、放送時間は10:30頃 - 10:35頃だった。
最終回は、野村係長が、自らの失態から大阪へ単身赴任するといった結末となり、野村は「係長が（赴任先で）役に立たなければ、また（番組に）舞い戻って来るかも知れない」と言及していたが、2010年7月2日より、新会社「黒元」を立ち上げるに当たって、野村係長が東京に呼び戻されるという形で復活した。
- 文化放送ラジオショッピング（9:35〜）
- ドコモ こころのビタミンタイム[1]（9:40〜）

リスナーから寄せられた、毎日の生活を送る中にある、心温まる明るい話題を紹介する。以前に番組で募集したメール・FAXで紹介しきれなかったものをここで紹介することもある。
- 毎日なるほど くにまるドン!（9:45〜、10:33〜）

「今日のごぜんさま〜」の内容からクイズを出題し、FAX・メールで答えを募集する。正解すると、ヤクルト製品をプレゼント。
※ 2007年3月30日で、ヤクルトは降板。
2007年4月2日〜 番組ステッカー（4月9日以降は図書カード）にプレゼント変更。
2007年10月頃〜 ニコニコのり（品名：極「きわみ」）が贈呈されている。
- 得々情報（9:49〜）

（月）千葉ロッテマリーンズ インフォメーション ※週代わりで、千葉ロッテマリーンズの選手が電話出演して、最新情報を紹介する
但し、ナイターオフシーズンとなる11月〜3月は放送せず、コーナーは休止となる。
（火）暮らしインフォメーション　ホームワン法律相談室　
（水）第一興商 DAM 歌のインフォメーション ※月代わりで、演歌歌手が出演して、新曲のプロモーションを行う
（木）BOAT RACE ストーリー
（金）くにまる プレゼントキューピッド
- 天気予報（9:55〜）
- 交通情報（警視庁）
- 文化放送ニュース（10:00〜）
- 邦丸隊長! 応答せよ!（10:04〜）

（月） 「くにまるアカデミー」
毎週、テーマを決めて、各界の専門家を迎え、邦丸が学生の立場で、講師（専門家）から話を聞く。
（火） 「アクティビスト」
（水） 「日本の匠」
オープニング曲：映画「バックドラフト」、エンディング曲「ヘッドライト・テールライト」中島みゆき
（木） 「清水宏のアミューズメントウォッチャー」（担当:清水宏）
コメディアンの清水宏が、主に都内で行なわれている様々なイベントを、実況録音を交えつつ、邦丸とともに振り返る。
（金） 「クイズ! だいぶショック!?」（担当:菅野詩朗（〜2008年9月26日）→太田英明（2008年10月3日〜）、豊岡真澄（〜2007年3月30日）→小正裕佳子（2007年4月6日〜2008年9月26日）→堀田ゆい夏（2008年10月10日〜））
リスナーと野村が、クイズで対決する。
問題は全部で5問ある。Aコース（5問）とBコース（5問）に分かれており、コースの選択権はリスナーにある。
リスナーが野村より正解数の多い場合、正解数×1000円の賞金を贈呈する。引き分けの場合は、正解数×1000円の半額をリスナーが獲得する。
リスナーがパーフェクト（5問全問正解）の場合は、賞金は1万円となる。ただしリスナーがパーフェクトでも、野村もパーフェクトだった場合（つまり、両者がパーフェクトで引き分けの場合）は、リスナーの賞金は半額の5千円となる。
- お天気・気象転結（10:25〜）（担当:月 - 水 伊藤佳子 木・金 鈴木純子）
- 交通情報（警視庁）
- 今日の言霊（10:28〜、2010年4月5日〜）

覚えておくと、何かの支えになるかもしれない言葉の数々を、それにまつわる曲とともに紹介する。
- 邦流（10:35〜）

ゲストコーナー。週代わりでゲストを招く（録音）。
※ Podcast QRにて配信されている他、1週間分をまとめたものをネットしている放送局もある（熊本放送）。
- 文化放送ラジオショッピング（10:50〜）

9:35に放送した商品をもう一度紹介する。
- 天気予報（10:55〜）
- 交通情報（埼玉県警→警視庁）
- オット! くにまる（11:00〜）

毎日テーマを決め、リスナーからのメールやFAXを紹介する。時々、電話を繋いで、リスナーと話をする。
- サウンドオブマイスター〜くにまる東京歴史探訪[2]（月〜木 11:10〜）

2010年4月2日までは11:20 - 11:25の放送だった。同時に、提供スポンサーのINAX が降板した。
- 「くにまるパドック 鈴木淑子の中央競馬 今週のイチ番」（金 11:05〜）

野村と鈴木淑子が、先週のメインレースのおさらいをした後、今週のメインレースの予想を行う。
2010年4月2日までは、金　11:05〜11:20の放送だった。
- 渡邉美樹 夢の途中（11:15〜、2010年4月5日〜）

ワタミ代表取締役会長・CEOの渡邉美樹が、水谷加奈と「夢」をキーワードに、話を繰り広げる。
- クラウンレコード1万円クイズ（11:20〜）（日本クラウン）
- エンディング（11:25〜）

### 過去のコーナー
- 得々情報

（月）（木）アリコ インフォメーション（担当:寺島尚正）
（火）美味いモノ インフォメーション　
（金）ガリバー インフォメーション（担当:水谷加奈）
（金）MAST 今日の街 インフォメーション
（金）白元 快適生活インフォメーション
- 邦丸隊長! 応答せよ!

（月）「思い出再生工場 優すぃ時間」
（火）「株式会社 野村コンサルタント」（担当:ヒルトン（見習い平社員））
店舗支援コンサルタントとして、アット・エイド有限会社の代表である宮本健が出演し、コーナーをサポートしていた。
（火）「ラジオに出たい人 いらっしゃ〜い」
（木）「近藤典子の快適まいにち生活術」※一部地方局に時差ネット
- 東急ストア ママ大学 青春リクエスト
- MMC GIOミュージックカフェ
- 純喫茶・谷村新司（2006年4月より「寺島尚正 ラジオパンチ!」内で放送）
- （水）「クイズ ルパン・ザ・佐渡」
- くにまる音楽温泉
- くにまるプレミアクラブ[3]

（月） 「情報バザール」
（火） 「くにまる料理の鉄人」（担当:東京魚市場卸協同組合 伊藤宏之理事長）
（水） 「マイタウンレポート」
（木） 「シネマくにまる」（担当:清水宏、後に「清水宏のアミューズメントウォッチャー」として「邦丸隊長!応答せよ!」の時間帯に放送）
（金） 「プレミアフライデー」（担当:高橋小枝子）
- GEORGIA 上出来ニュース
- ごぜんさま〜セレクション（月〜木 11:10〜）

「素敵な曲」を毎日1曲、オンエアしていた
- グッチ裕三の今日もうまいぞお
- 暮らしBIJIN（美人）日記（9:30〜、2010年4月5日 - 6月30日）